# Gustavo Morantes
Gustavo José Morantes Taccetti (15 de octubre de 1981), músico venezolano.
Gustavo Morantes es el baterista y uno de los fundadores de la banda venezolana Candy 66. Empezó como guitarrista a los 15 años cuando tocaba en la banda GAS junto con Jean Carlo De Oliveira y Alejandro Martínez F. Al poco tiempo deciden juntos fundar Candy 66 incluyendo a José Morantes y a Frank Pulgar como guitarristas.
Estuvo presente en la mayor parte del auge de la agrupación, participando en el Festival Nuevas Bandas 2000 cuando resultaron ganadores de ese año, así como la sorpresa que le dieron al público en el Caracas POP Festival 2002 ya que "reventaron" el lugar con más de 30.000 asistentes que fueron a ver a Korn. 
En el año 2005 decide abandonar su principal agrupación para dedicarse a otros asuntos, entre los cuales participó como baterista en otras bandas como Damper y Aérea (actuales dueños del Union Rock Show). Y es en el año 2013 cuando regresa a Candy66 justo en el momento del lanzamiento del álbum "Nueva Guerra", el cual impulsó más a la banda después de varios años sin lanzar material discográfico.
Gustavo se graduó como Licenciado en Computación en la Universidad Central de Venezuela y actualmente maneja una empresa propia de Tecnología conocida como Deltatech Sistemas (https://web.archive.org/web/20160309002800/http://www.deltatech.com.ve/) ubicada en Caracas con sede en Estados Unidos.
- Datos: Q17364438